# HD 31662
HD 31662，又名BD+60 853，SAO 13341、HR 1593，是一颗恒星，视星等为6.03，位于銀經148.91，銀緯11.58，其B1900.0坐标为赤經4h 52m 36.3s，赤緯+60° 11.58′ 55″。